# Rey Robinson
Pour les articles homonymes, voir Robinson.
Reynaud Syverne « Rey » Robinson (né le 1er avril 1952 à Fort Meade) est un athlète américain spécialiste du 100 mètres. 
Âgé de vingt ans, il se classe deuxième des sélections olympiques américaines de 1972 derrière son compatriote Eddie Hart et égale à cette occasion le record du monde du 100 mètres détenu conjointement par Jim Hines, Ronnie Ray Smith, Charles Greene et Eddie Hart en réalisant le temps de 9 s 9. Figurant parmi les favoris pour le titre des Jeux olympiques d'été de 1972, Robinson et Hart ne se présentent pas à l'heure pour les quarts de finale, se fiant à un calendrier périmé. Ils font appel, mais celui-ci est rejeté par le Comité international olympique.
Son record personnel sur 100 mètres (temps électronique) est de 10 s 22, établi en 1976.